# نهر تورو
نهر تورو هو نهر في شمال سومطرة، إندونيسيا.